# Israel Trolle (1683-1743)
Israel Israelsson Trolle, född 1683, död 1743, var en svensk häradshövding. 

## Biografi
Israel Trolle föddes 1683. Han var son till landssekreteraren Israel Gunnarsson Trolle och Maria Rubenia i Jönköping. Trolle blev häradshövding i Aska härad och Göstrings härad i Vadstena läns lagsaga. Han avled 1743.

### Familj
Trolle gifte sig 1714 med Inga Margareta von Rudebeck (1696–1774). Hon var dotter till häradshövdingen Carl von Rudbeck och Märta Kristina Lindeberg. De fick tillsammans barnen Märta Maria Trolle (född 1715) som var gift med kyrkoherden Anders Millberg i Röks församling och löjtnanten Sven Råman, häradshövdingen Israel Trolle (1716–1795), Carl Trolle (1719–1724), Hedvig Maria Trolle (1720–1796) som var gift med kyrkoherden Claës Livin i Björsäters församling, vice häradshövdingen Petrus Olai Trolle (1721–1749), Beata Eleonora Trolle (född 1723) som var gift med kornetten Lars Beurling, regementsskrivaren Nicolaus Trolle (1726–1805), Dorotea Kristina Trolle (1728–1806) som var gift med kyrkoherden Petrus Nygren i Skeppsås församling, borgmästaren Johan Trolle (1731–1794) i Skänninge och vice häradshövdingen Mathias Trolle (1733–1810).